# Sirens de New York
Les Sirens de New York, auparavant l'équipe de New York est une équipe professionnelle féminine de hockey sur glace basée à New York dans l'État de New York. Elle est l'une des six équipes originelles de la Ligue professionnelle de hockey féminin (LPHF).

## Histoire
Le 29 août 2023, il est annoncé que l'une des six premières équipes de la LPHF serait située à New York.
Trois jours plus tard, le 1er septembre, Pascal Daoust, entraîneur associé de l'équipe de hockey féminin des Carabins de l'Université de Montréal de 2010 à 2016 et directeur général des Foreurs de Val-d'Or dans la Ligue de hockey junior Maritimes Québec de 2016 à 2023, devient le premier directeur général de l'équipe de New York,.
Le 15 septembre 2023, Howie Draper, l'entraîneur-chef des Pandas de l'Alberta depuis 1997 est nommé à titre de premier entraîneur-chef de l'équipe,,.
Les attaquantes américaines Alex Carpenter et Abby Roque (en) et la défenseuse canadienne Micah Zandee-Hart sont les trois premières joueuses officielles de l'équipe de New York. L'annonce, faite le 5 septembre 2023, indique la signature de contrats d'une durée de trois ans qui devraient ètre d'au moins 80 000 $ US (109 000 $ CA) par saison.
Le 18 septembre, lors du repêchage 2023 de la LPHF, l'équipe de New York sélectionne 15 joueuses. Son premier choix, sélectionné au quatrième rang au total, est Ella Shelton, une défenseuse canadienne, membre de l'équipe nationale du Canada depuis la saison 2020-2021, avec laquelle elle a remporté l'or olympique en 2022, deux médailles d'or aux Championnats du monde de 2021 et de 2022 et une d'argent au Championnat de 2023.
Les couleurs, turquoise, bleu marin et blanc, ainsi que les maillots de l'équipe sont officiellement dévoilés le 14 novembre 2023. L'équipe porte le maillot mauve lors de ses matchs à domicile et le blanc lors de ses matchs à l'extérieur,.
Concernant les matchs à domicile de l'équipe de New York, la LPHF annonce le 30 novembre, que pour l'instant, cinq matchs sont prévus au Total Mortgage Arena dont le premier, et quatre matchs au UBS Arena.
Le 21 décembre suivant, Micah Zandee-Hart est nommée à titre de première capitaine de l'équipe. Alex Carpenter et Ella Shelton sont nommées capitaines adjointes.
Le 1er janvier 2024, le premier match de la Ligue professionnelle de hockey féminin est joué au Mattamy Athletic Centre à Toronto et oppose l'équipe de New York à l'équipe de Toronto devant une salle comble de 2 537 spectateurs. New York l'emporte en blanchissant Toronto 4 à 0,. La Canadienne Ella Shelton marque l'histoire de la LPHF en inscrivant le premier but du match, de la franchise et de la ligue.

### Nom de l'équipe
Le 9 septembre 2024, l'équipe, connue jusque là sous le nom d'équipe de New York (PWHL New York en anglais), prend le nom officiel de Sirens de New York (New York Sirens en anglais).

## Équipe

### Alignement actuel
| No    | Nom                   | Nat. | Position         | Arrivée                                 |
| ----- | --------------------- | ---- | ---------------- | --------------------------------------- |
| +012, | Chloé Aurard          |      | Attaquante       | 2023 - Villard-de-Lans, France          |
| +004, | Taylor Baker          |      | Défenseuse       | 2023 - Toronto, Ontario                 |
| +014, | Jaime Bourbonnais     |      | Défenseuse       | 2023 - Mississauga, Ontario             |
| +025, | Alex Carpenter – A    |      | Attaquante       | 2023 - North Reading, Massachusetts     |
| +027, | Jade Downie-Landry    |      | Attaquante       | 2023 - Saint-Jean-sur-Richelieu, Québec |
| +009, | Jessie Eldridge       |      | Attaquante       | 2023 - Barrie, Ontario                  |
| +059, | Johanna Fällman       |      | Défenseuse       | 2023 - Luleå, Suède                     |
| +018, | Élizabeth Giguère     |      | Attaquante       | 2023 - Québec, Québec                   |
| +006, | Brooke Hobson         |      | Défenseuse       | 2023 - Prince Albert, Saskatchewan      |
| +013, | Alexandra Labelle     |      | Attaquante       | 2023 - Saint-Louis-de-Gonzague, Québec  |
| +019, | Paetyn Levis          |      | Attaquante       | 2023 - Rogers, Minnesota                |
| +039, | Abbey Levy            |      | Gardienne de but | 2023 - Congers, New York                |
| +071, | Savannah Norcross     |      | Attaquante       | 2023 - Lynn, Massachusetts              |
| +023, | Madison Packer        |      | Attaquante       | 2023 - Birmingham, Michigan             |
| +033, | Lindsey Post          |      | Gardienne de but | 2023 - Chelsea, Québec                  |
| +011, | Abby Roque            |      | Attaquante       | 2023 - Potsdam, New York                |
| +044, | Jill Saulnier         |      | Attaquante       | 2023 - Halifax, Nouvelle-Écosse         |
| +030, | Corinne Schroeder     |      | Gardienne de but | 2023 - Elm Creek, Manitoba              |
| +017, | Ella Shelton – A      |      | Défenseuse       | 2023 - Ingersoll, Ontario               |
| +010, | Kayla Vespa           |      | Attaquante       | 2023 - Hamilton, Ontario                |
| +067, | Emma Woods            |      | Attaquante       | 2023 - Burford, Ontario                 |
| +003, | Olivia Zafuto         |      | Défenseuse       | 2023 - Niagara Falls, New York          |
| +028, | Micah Zandee-Hart – C |      | Défenseuse       | 2023 - Saanichton, Colombie-Britannique |

### Réservistes
| No    | Nom             | Nat. | Position   | Arrivée                            |
| ----- | --------------- | ---- | ---------- | ---------------------------------- |
| +016, | Alexa Gruschow  |      | Attaquante | 2023 - Mechanicsburg, Pennsylvanie |
| +074, | Carley Olivier  |      | Défenseuse | 2023 - Sudbury, Ontario            |
| +005, | Claire Thompson |      | Défenseuse | 2023 - Toronto, Ontario            |